# Ribeaucourt (Somme)
Ribeaucourt es una comuna francesa situada en el departamento de Somme, en la región de Alta Francia.

## Demografía
| 206 | 206 | 208 | 178 | 209 | 185 | 170 | 234 |
| Para los censos de 1962 a 1999 la población legal corresponde a la población sin duplicidades (Fuente: INSEE [Consultar]) |     |     |     |     |     |     |     |